# Lizzy Weiss
Lizzy Weiss (Los Angeles, 1971) è una sceneggiatrice e produttrice televisiva statunitense.

## Biografia
Dopo essersi laureata all'Università di New York nel 1993, Lizzy Weiss è stata sceneggiatrice del film del 2002 Blue Crush. Dal 2011 al 2017 è stata showrunner e produttrice della serie Switched at Birth - Al posto tuo, grazie alla quale ha vinto un Gracie Allen Award e un Peabody Award, rispettivamente nel 2012 e nel 2013.

## Filmografia

### Sceneggiatrice
- Undressed - serie TV (2000)
- Blue Crush, regia di John Stockwell (2002)
- Cashmere Mafia - serie TV (2008)
- Switched at Birth - Al posto tuo (Switched at Birth) - serie TV (2011-2017)
- Sorry for Your Loss - serie TV (2018)

### Produttrice
- Cashmere Mafia - serie TV (2008)
- Switched at Birth - Al posto tuo (Switched at Birth) - serie TV (2011-2017)
- Sorry for Your Loss - serie TV (2018)